# Ingvar
Yngvar Harra (o Ingvar apodado el Alto, n. 616; en protonórdico *Ingu-Hariz, m. a inicios del siglo VII) era un caudillo vikingo de Suecia, hijo del rey Östen. Ingvar reclamó el trono de Suecia como sucesor de la Casa de Yngling tras la rebelión de los suecos contra el usurpador noruego Sölve Högnesson.
Snorri Sturluson relata en su saga Ynglinga que el rey Ingvar, hijo de Östen, era un gran guerrero que destinaba todo su tiempo a patrullar las costas de su reino y defenderlas de las incursiones vikingas de daneses y estonios (Víkingr frá Esthland). Ingvar pudo acordar un tratado de paz con los daneses y ocuparse finalmente de evitar las embestidas de los osilianos (vikingos estonios de Saaremaa).
En consecuencia comenzó sus expediciones hacia Estonia, hasta que un verano llegó a un lugar llamado "Stein" (véase Sveigder). Los estonios (sýslu kind) reunieron un gran ejército en el interior y se enfrentaron a Ingvar en una gran batalla; estos superaron a los suecos, demostrando gran fuerza y poder. Ingvar murió mientras que el remanente de las fuerzas suecas se retiró. Ingvar fue enterrado en un montículo llamado la Roca (at Steini) en las playas de Estonia (Aðalsýsla).
Snorri cita una estrofa del Ynglingatal de Þjóðólfur úr Hvini:

Þat stökk upp,

at Yngvari

Sýslu kind

um sóat hafði,

ok ljóshömum

við lagar hjarta

her Eistneskr

at hilmi vá,

ok austmarr

jöfri sœnskum

Gýmis ljóð

at gamni kveðr.
Cierto es que por el enemigo de Estland

El rubio rey sueco fue abatido.

En el capítulo de Estland, sobre las tumbas suecas,

Las olas del mar del este cantan su canción;

Es el rugido del océano, el rey Yngvar

Rotundo en las playas de espigadas rocas.
Saga Ynglinga

Historia Norwegiæ ofrece un resumen en latín de Ynglingatal, anterior a la cita de Snorri (continuación tras Eysteinn):

Hujus filius Ynguar, qui cognominatus est canutus, in expeditione occisus est in quadam insula Baltici maris, quæ ab indigenis Eysysla vocatur. Iste ergo genuit Broutonund, quem Sigwardus frater suus [...].
Su hijo Yngvar, apodado el Canoso, fue matado durante la expedición por los habitantes de la isla del Báltico llamada Ösel. Yngvar crio Braut-Ånund, cuyo hermano, Sigurd, [...]
 Historia Norwegie

Ynglingatal solo cita la localización, Sysla (área de influencia sometida a tributo), Historia Norvegiæ solo cita que murió durante la incursión a la isla de Eycilla o Eysysla (Ösel). Al margen de su hijo Anund (Broutonund), aparece un segundo hijo llamado Sigvard.
Thorsteins saga Víkingssonar elude la generación de Ingvar y cita a Östen como padre de Anund y abuelo de Ingjald. También aparece un segundo hijo llamado Olaf, que fue rey de Fjordane, Noruega.